# Уд
Уд (на арабски: عود; на арменски: Ուդ; на асирийски: ܥܘܕ – ūd; на турски: ud или на турски: ut; на гръцки: ούτι; на азербайджански: ud; на иврит: עוד – ud) или барбет (на персийски: بربط – barbat) е струнен музикален инструмент, разпространен в страните от Близкия изток, Кавказ и Централна Азия, особено в Армения, Азербайджан, Узбекистан, Таджикистан, Иран, Гърция и Турция. Предшественик е на европейската лютня и е пренесен в Европа от арабите по времето на нашествието им в Испания.
Уд е най-известният и важен арабски музикален инструмент, символизиращ съвременната и традиционна арабска музика. Произхожда от по-древния персийски инструмент „барбет“. Буквално преведено уд означaва „дърво“. Инструментът е в основата на всеки вид композиция в миналото. Поради огромното му значение се развива и едно течение на проучване и музикална мисъл, наречено „Школа на Удистите“.
Предпочитан е от композиторите и обикновено се свири на него при солови изпълнения на певци. Между VIII и X век удът е имал само 4 струни, олицетворяващи четирите основни елемента: огън, вода, земя и въздух. През XV век броят на струните нараства на 6. Инструментът е познат на древните египтяни, сирийци, китайци и персийци. Арабите не случaйно го наричaт „Султан на Арабската музика“.